# Liste des sites Natura 2000 de Meurthe-et-Moselle
Cet article recense les sites Natura 2000 de Meurthe-et-Moselle, en France.

## Statistiques
La Meurthe-et-Moselle compte 27 sites classés Natura 2000. 21 bénéficient d'un classement comme site d'intérêt communautaire (SIC), 6 comme zone de protection spéciale (ZPS).

## Liste
| Site                                                                                                   | Type | Superficie (ha) | Fiche     | Coordonnées                      | Photo |
| --- | ---- | --------------- | --------- | -------------------------------- | ----- |
| Bois du Feing                                                                                          | SIC  | +0094,          | FR4100179 | 48° 25′ 33″ nord, 6° 34′ 30″ est |       |
| Forêt et étang de Parroy, vallée de la Vezouze et fort de Manonviller                                  | SIC  | +2 752,         | FR4100192 | 48° 37′ 09″ nord, 6° 36′ 49″ est |       |
| Forêt humide de la Reine et catena de Rangeval                                                         | SIC  | +5 167,         | FR4100189 | 48° 46′ 58″ nord, 5° 46′ 36″ est |       |
| Gites à chiroptères de la Colline Inspirée - Érablières, pelouses, église et château de Vandeléville   | SIC  | +0034,          | FR4100177 | 48° 25′ 20″ nord, 5° 59′ 25″ est |       |
| Hauts de Meuse                                                                                         | SIC  | +0846,          | FR4100166 | 48° 51′ 25″ nord, 5° 35′ 59″ est |       |
| Hêtraie sapinière de Bousson et Grandcheneau                                                           | SIC  | +1 049,         | FR4100201 | 48° 31′ 11″ nord, 7° 00′ 41″ est |       |
| Lac de Madine et étangs de Pannes                                                                      | SIC  | +1 468,         | FR4100222 | 48° 55′ 10″ nord, 5° 44′ 08″ est |       |
| Marais de Pagny-sur-Meuse                                                                              | SIC  | +0169,          | FR4100216 | 48° 41′ 38″ nord, 5° 45′ 29″ est |       |
| Pelouses d'Allamps et zones humides avoisinantes                                                       | SIC  | +0038,          | FR4100162 | 48° 32′ 27″ nord, 5° 49′ 51″ est |       |
| Pelouses de Lorry-Mardigny et Vittonville                                                              | SIC  | +0127,          | FR4100164 | 48° 59′ 52″ nord, 6° 04′ 39″ est |       |
| Pelouses et milieux cavernicoles de la vallée de la Chiers et de l'Othain, buxaie de Montmedy          | SIC  | +0314,          | FR4100155 | 49° 31′ 01″ nord, 5° 21′ 38″ est |       |
| Pelouses du Toulois                                                                                    | SIC  | +0181,          | FR4100163 | 48° 38′ 43″ nord, 5° 49′ 07″ est |       |
| Pelouses et vallons forestiers du Rupt-de-Mad                                                          | SIC  | +1 702,         | FR4100161 | 49° 00′ 01″ nord, 5° 55′ 34″ est |       |
| Pelouses, forêt et fort de Pagny-la-Blanche-Côte                                                       | SIC  | +0141,          | FR4100154 | 48° 32′ 04″ nord, 5° 44′ 33″ est |       |
| Plateau de Malzeville                                                                                  | SIC  | +0439,          | FR4100157 | 48° 43′ 32″ nord, 6° 12′ 13″ est |       |
| Vallée de l'Esch d'Ansauville à Jezainville                                                            | SIC  | +1 774,         | FR4100240 | 48° 50′ 14″ nord, 5° 58′ 00″ est |       |
| Vallée du Madon (secteur Haroué / Pont-Saint-Vincent), du Brenon et carrières de Xeuilley              | SIC  | +1 154,         | FR4100233 | 48° 31′ 59″ nord, 6° 08′ 31″ est |       |
| Vallée de la Meurthe de La Voivre à Saint-Clément et tourbière de la Basse-Saint-Jean                  | SIC  | +2 081,         | FR4100238 | 48° 28′ 09″ nord, 6° 42′ 31″ est |       |
| Vallée de la Moselle du fond de Monvaux au vallon de la Deuille, ancienne poudrière de Bois-sous-Roche | SIC  | +0520,          | FR4100178 | 48° 38′ 57″ nord, 5° 58′ 48″ est |       |
| Vallée de la Moselle (secteur Châtel-Tonnoy)                                                           | SIC  | +2 335,         | FR4100227 | 48° 26′ 55″ nord, 6° 17′ 57″ est |       |
| Vallée de la Seille (secteur amont et Petite Seille)                                                   | SIC  | +1 477,         | FR4100232 | 48° 46′ 57″ nord, 6° 35′ 01″ est |       |
| Étang de Lachaussée et zones voisines                                                                  | ZPS  | +3 521,         | FR4110060 | 49° 01′ 03″ nord, 5° 47′ 33″ est |       |
| Forêt humide de la Reine et catena de Rangeval                                                         | ZPS  | +5 167,         | FR4112004 | 48° 46′ 58″ nord, 5° 46′ 36″ est |       |
| Hêtraie sapinière de Bousson et Grandcheneau                                                           | ZPS  | +1 049,         | FR4112010 | 48° 31′ 11″ nord, 7° 00′ 41″ est |       |
| Jarny - Mars-la-Tour                                                                                   | ZPS  | +8 113,         | FR4112012 | 49° 06′ 23″ nord, 5° 51′ 39″ est |       |
| Lac de Madine et étangs de Pannes                                                                      | ZPS  | +1 512,         | FR4110007 | 48° 55′ 10″ nord, 5° 44′ 08″ est |       |
| Marais de Pagny-sur-Meuse                                                                              | ZPS  | +0169,          | FR4110061 | 48° 41′ 38″ nord, 5° 45′ 29″ est |       |